# Заїківка
Заї́ківка — село в Україні, у Білокуракинській селищній громаді Сватівського району Луганської області.
Площа села 313,3 га. Селом тече річка Біла, права притока Айдару (басейн Сіверського Дінця).

## Історія
Село засноване у 1659 році. На початку XVIII століття, після азовських походів Петра I ці землі були віддані князю Борису Куракіну. Його син Олександр Куракін займався освоєнням цих земель в 1730-1760-х роках, розводив на цих землях овець та велику рогату худобу, давав притулок кріпакам-утікачам з України та Росії.
1804 року на хуторі по лівому березі річки Біла налічувалось 18 дворів.
1923 року з Олексіївської (Нещеретове, Паньківка, Шапарівка, Грицаївка, Заїківка, Бунчуківка), Білокуракинської і Павлівської волостей був утворений Білокуракинський район.
Під час Голодомору 1932—1933 років за архівними даними в селі загинуло 298 осіб.
1937 року введена в експлуатацію залізниця Москва — Донбас.
У роки німецько-радянської війни село було окуповане німецько-італійськими військами з 9 липня 1942 по 19 січня 1943 року. У Заїківці діяла партійно-комсомольська група під керівництвом секретаря Білокуракинського райкому КП(б) Ключенкова Л. Т. За час німецької окупації селян відправляли на вантаження піску в Олексіївському кар'єрі. Під час Острогозько-Россошанської наступальної операції частинам Південно-Західного фронту Червоної армії була поставлена задача вийти 18 січня 1943 року на лінію Шахове — Нагольна — Дем'янівка — Грицаївка — Гайдуківка. У січні 1943 року бійці 172 стрілецької дивізії і 115 танкової бригади зайняли село.

## Постаті
Світличний Олександр Григорович (1982—2014) — капітан Збройних сил України, учасник російсько-української війни.

## Населення
Населення становить 218 осіб, 118 дворів.
1885 року на колишньому державному хуторі Олексіївської волості Старобільського повіту проживала 641 особа, було 222 дворових господарства. У 1914 році в селі проживало 1174 особи.

## Вулиці
У селі існують такі вулиці: Зарічна, Підгірна, Радянська[джерело?], Шкільна.

## Економіка
За радянських часів на землях Заїківки господарював колгосп «Шлях Леніна», за яким було закріплено 4273 га сільськогосподарських угідь, з низ 2717 га орної землі. Основним виробничим напрямком господарства було зернове рослинництво та м'ясо-молочне тваринництво. З підсобних підприємств колгосп мав олійницю з переробки соняшнику.

## Транспорт
Розташоване за 9 км від райцентру, найближча залізнична станція Чумбур за 1,5 км на лінії Валуйки — Кіндрашівська-Нова. З районним центром зв'язує асфальтований автошлях.

## Культура
У селі щороку в другу неділю жовтня святкують день села.